# Hello It's Me
Hello It's Me è un brano del cantante statunitense Todd Rundgren. Contenuto all'interno dell'album Something/Anything? come quarta traccia del Side 4, è uno dei brani più famosi dell'artista.
Tale canzone è stata citata più volte, tra cui nella prima puntata della serie And Just Like That..., sequel della serie Sex and the City. In tale scena, Mr. Big chiede a Carrie di mettere un vinile. Quando lei mette l'album Something/Anything? e parte Hello It's Me, Mr. Big afferma che questo è uno dei suoi album preferiti e Carrie ribatte che afferma la stessa cosa ad ogni vinile ascoltato. Tuttavia, con un sospiro di piacere per la canzone appena partita, Mr. Big dice "è vero, ma questo ragazzo...", lasciando intendere che probabilmente tale affermazione è più vera che mai.